# Stary Barcik
Stary Barcik – wieś sołecka w Polsce położona w województwie mazowieckim, w powiecie gostynińskim, w gminie Sanniki.
W latach 1975–1998 miejscowość administracyjnie należała do województwa płockiego.